# Rối loạn ăn uống
Rối loạn ăn uống (tiếng Anh: eating disorder) là một bệnh có nguồn gốc tâm lý, biểu hiện bằng việc người bệnh tự ép buộc mình phải ăn hoặc từ chối ăn mà không căn cứ theo nhu cầu tự nhiên của cơ thể, dẫn đến những tác hại tới sức khỏe thể chất và tinh thần. Bệnh ảnh hưởng nghiêm trọng đến chất lượng cuộc sống, theo lời mô tả của tác giả cuốn sách "Sống sót sau khi mắc rối loạn ăn uống" thì các cảm giác về công việc, trường lớp, các mối quan hệ, hoạt động hàng ngày và cảm xúc bị phụ thuộc vào việc có ăn hay không và cân nặng là bao nhiêu. Người bệnh gặp phải những xáo trộn khủng khiếp trong hành vi ăn uống cũng như trong ý nghĩ và cảm xúc có liên quan tới các hành vi này. Chứng chán ăn tâm thần và ăn ói (bulimia nervosa) là hai rối loạn ăn uống phổ biến nhất được ghi nhận trong bảng phân loại bệnh tật. Cả hai đều có một số triệu chứng chung. Theo ước tính trong suốt cuộc đời mình một phụ nữ Hoa Kỳ có từ 5% đến 7% khả năng mắc bệnh. Dạng rối loạn ăn uống thứ ba đang được nghiên cứu và định nghĩa, nó có tên là ăn vô độ (binge eating disorder, cũng ăn rất nhiều như người mắc bệnh ăn ói nhưng không có hành vi nôn mửa để làm sạch dạ dày). Ăn vô độ là một tình trạng mãn tính xuất hiện khi cá nhân ăn một lượng khổng lồ thức ăn trong khoảng thời gian ngắn và không có khả năng kiểm soát ngay cả việc ngừng ăn. Nó có thể gây ra các ảnh hưởng nghiêm trọng như dẫn tới bệnh béo phì, bệnh đái đường, chứng tăng huyết áp và bệnh tim mạch.

## Người có nguy cơ cao mắc bệnh
Nhiều người nghĩ rằng rối loạn ăn uống chỉ xảy đến với phụ nữ trẻ tuổi, nhưng thực tế thì điều đó không hoàn toàn chính xác. Đúng là rối loạn ăn uống ảnh hưởng lớn đến phái nữ độ tuổi từ 12 đến 35, nhưng các nhóm khác cũng cho thấy nguy cơ đang tăng dần. Rối loạn ăn uống tác động đến tất cả các nước và chủng tộc, không một nhóm người nào được loại trừ. Thanh niên và thiếu niên theo các số liệu thống kê được cho là có nguy cơ cao mắc bệnh này.Đặc biệt người có thói quen ăn uống quá 7h (thời gian ăn uống tiêu chuẩn theo WHO) có thể dẫn đến các bệnh như viêm dạ dày,viêm đường ruột,rối loạn tiêu hóa,v.v.Người có triệu chứng mất ngủ nếu không tuân theo các quy định giờ giấc ăn uống sẽ có nguy cơ bị đột quỵ,tốt nhất nên ăn vào khoảng 18h
Đối với trẻ mắc bệnh thì phần lớn rơi vào độ tuổi từ 11 đến 13, các nghiên cứu chỉ ra rằng 80% học sinh từ lớp 3 đến lớp 6 không hài lòng về ngoại hình và trọng lượng cơ thể và mới 9 tuổi nhưng đã có từ 30% đến 40% trẻ em gái sẵn sàng cho việc ăn kiêng. Giữa 10 và 16 tuổi con số này nhảy lên đến 80%. Nhiều chuyên gia về rối loạn ăn uống tin rằng hành vi này là kết quả từ những mong chờ về ngoại hình của nền văn hóa. Căng thẳng tâm lý cũng là nguyên nhân làm phát triển bệnh. Theo tác giả Abigail Natenshon một chuyên gia chữa bệnh rối loạn ăn uống bằng liệu pháp tâm lý (psychotherapist) thì ngay cả đứa trẻ 5 tuổi cũng cho thấy dấu hiệu căng thẳng liên quan đến rối loạn ăn uống. Natanshon cảnh báo rằng những đứa trẻ ở tuổi dậy thì và nhỏ hơn không được trang bị đầy đủ kiến thức để nhận biết những thay đổi của cơ thể chúng. Trẻ hiểu thông điệp từ truyền thông là gầy mới được coi là đẹp và cố để đạt được tiêu chuẩn đó mà không có những nhận thức đúng về tác động tiêu cực của các quan điểm đó. Rối loạn ăn uống ảnh hưởng đến cả thanh niên và thiếu niên không chỉ con gái mà cả con trai. Nam thanh, thiếu niên tham gia thể thao nơi mà trọng lượng là một vấn đề có khả năng cao mắc chứng bệnh này, các nam thanh niên có những vấn đề liên quan đến tình dục cũng vậy.

## Phân loại

### Chán ăn tâm thần
Chán ăn tâm thần là một hành động có chủ tâm nhằm duy trì trọng lượng thấp có nguyên do từ sự sợ hãi bị thừa cân và sự méo mó trong việc tự cảm nhận ngoại hình cơ thể. Nó không được nhầm lẫn với bệnh chán ăn, cái có triệu chứng chung là giảm sự thèm ăn. DSM-IV mô tả các đặc điểm của chứng chán ăn tâm thần như sau:
- Có trọng lượng thấp một cách bất thường (có trọng lượng ít hơn 85% so với tuổi và chiều cao hoặc có BMI <= 17.5)
- Mất kinh (mất kinh được định nghĩa là không có kinh trong ba chu kỳ kinh nguyệt liên tiếp) đối với phái nữ.
- Có nỗi sợ hãi lớn để lấy lại trọng lượng cơ thể bình thường hoặc trở lên béo và có mối bận tâm quá mức đến trọng lượng cơ thể và ngoại hình[10]

Phần lớn bệnh nhân mắc chứng chán ăn tâm thần rơi vào lứa tuổi thanh niên, báo cáo cho thấy 76% bắt đầu ở độ tuổi từ 11 đến 20. Tỉ lệ tử vong của chứng chán ăn tâm thần là xấp xỉ 6%, tỉ lệ cao nhất so với bất cứ loại bệnh tâm lý nào, với khoảng một nửa số tử vong có nguyên nhân từ hành vi tự tử.
Người mắc chứng chán ăn thường là những người cầu toàn (perfectionist), luôn mong muốn thành công, tuy vậy họ thường đặt ra các tiêu chuẩn không thể đạt được cho bản thân mình. Khi họ không đạt được những tiêu chuẩn đó, họ tìm kiếm những cái mà họ cảm thấy mình điều khiển được và thức ăn, trọng lượng trở thành đối tượng bị điều khiển. Lòng tự trọng thấp cùng với sự tự phê bình cứng nhắc là nguyên nhân làm cho người mắc chứng chán ăn luôn luôn sợ hãi sự mất tự chủ, thậm chí chỉ cần ăn một lượng thức ăn nhỏ cũng làm cho họ cảm thấy mình bị mất tự chủ.

### Ăn ói
Người mắc bệnh ăn ói không có thói quen ăn uống có lợi cho sức khỏe. Họ hay có những cuộc chè chén say sưa và ăn nhiều trong một bữa. Nó làm họ cảm thấy có tội và không làm chủ được bản thân vì thế họ sợ hãi và muốn trừng phạt thói ăn nhiều bằng cách nhịn đói, làm bản thân trở lên ốm yếu, uống thuốc nhuận tràng hoặc tập thể dục quá mức. Điều này dẫn đến các rắc rối về thể chất trong đó có sâu răng (do dịch vị từ dạ dày chứa nhiều axít tiếp xúc với răng trong quá trình nôn mửa), táo bón và gây nguy hiểm cho ruột, nó cũng gây ảnh hưởng đến tim và thận. Không giống như chứng chán ăn tâm thần, chứng ăn ói có thể rơi vào tất cả mọi người bất kể trọng lượng và tuổi tác. Nhưng cũng giống như người mắc chứng chán ăn họ có những lo lắng về trọng lượng cơ thể, có những đau khổ về ngoại hình ngoài ra họ còn mắc một số bệnh kết hợp thuộc tâm lý như trầm cảm, rối loạn lo âu, lạm dụng chất.

### Hậu quả thể chất của chứng chán ăn tâm thần và ăn ói
Rối loạn ăn uống để lại các hậu quả thể chất nghiêm trọng. Cả hai chứng bệnh, khi bị nặng, có thể gây ra:
- Tai hại cho thận.
- Nhiễm trùng đường tiểu và làm hại đến ruột già.
- Mất nước, táo bón, và tiêu chảy
- Động kinh, co giật bắp thịt hay chuột rút.
- Chứng ăn không tiêu kinh niên
- Mất kinh hoặc kinh nguyện thất thường
- Suy yếu cho hầu hết các bộ phận cơ thể

Nhiều hậu quả của chứng chán ăn tâm thần liên quan đến việc suy dinh dưỡng, gồm có:
- Bị mất kinh nguyệt.
- Cực kì nhạy cảm với thời tiết lạnh.
- Mọc lông khắp mình mẩy
- Không có khả năng tập trung và suy nghĩ hợp lí

Chứng ăn ói nặng có thể gây ra:
- Men răng bị ăn mòn vì ói mửa nhiều.
- Các tuyến nước bọt bị sưng.
- Cổ họng và thực quản bị đau kinh niên.
- Rối loạn trong dạ dày và ruột.

## Nguyên nhân

### Môi trường
Phương tiện truyền thông gây ảnh hưởng quan trọng đến rối loạn ăn uống thông qua tác động của nó lên những giá trị, khuôn mẫu và tiêu chuẩn hình thể được chấp nhận bởi xã hội hiện đại. Cả truyền hình đại chúng và bệnh rối loạn ăn uống đều phát triển mạnh trong thập niên gần đây. Các nhà nghiên cứu và thầy thuốc lâm sàng đều quan tâm đến mối quan hệ giữa hai hiện tượng này và đang tìm cách giảm bớt tác động tiêu cực của truyền thông lên nhận thức của phái nữ về hình thể. Ngành công nghiệp ăn kiêng kiếm được hàng triệu USD mỗi năm bởi hàng triệu người sử dụng nhằm đạt được cân nặng mong muốn. Hollywood thì bày ra trên phim ảnh những tiêu chuẩn phi thực tế về tiêu chuẩn của vẻ đẹp và điều này ảnh hưởng đến công chúng, nó làm họ không hài lòng với chính bản thân và cố gắng để đạt được những tiêu chuẩn bất khả về ngoại hình. Nó tác động mạnh đến lòng tự trọng và dễ dàng dẫn đến hành vi ăn kiêng, ăn uống thất thường, xấu hổ vì ngoại hình và cuối cùng là bệnh rối loạn ăn uống. Thực tế này gây tác hại lớn cho phụ nữ da màu và phụ nữ thiểu số khác, từ khi họ bị buộc phải sống trong một nền văn hóa mà có các quan điểm, nhận thức chật hẹp về cái đẹp: "những người mà bị tác động mạnh bởi quan niệm về cái đẹp đặc biệt là phụ nữ da màu, có thể phải chịu đựng những tác động tâm lý như lòng tự trọng thấp, ý niệm về thân thể thấp và rối loạn ăn uống".

### Nguyên nhân phát triển bệnh
Nghiên cứu từ các gia đình chỉ ra rằng rối loạn ăn uống bắt nguồn từ hai nguyên nhân đó là từ phía cha mẹ và vấn đề của các mối quan hệ. Khi cha mẹ có những phê phán quá mức và không tỏ sự thương yêu với những đứa con của mình thì chúng có xu hướng bộc lộ những hành vi tự hủy hoại bản thân (self-destructive) và tự chỉ trích mình gây ra khó khăn trong việc phát triển các kỹ năng tự chăm sóc. Khi sớm gặp thất bại trong việc phát triển các mối quan hệ với người khác, đặc biệt là mẹ mình sẽ làm giảm sự phát triển của các cảm xúc bên trong và dẫn đến tình trạng phụ thuộc quá nhiều vào môi trường. Khi những giai đoạn cần thiết không được phát triển trong cái nôi gia đình thì thức ăn và thuốc như là một sự khỏa lấp.

### Tổn thương
Rối loạn ăn uống cần được hiểu trong sự kết hợp với tổn thương cá nhân, với nhiều người các rắc rối liên quan đến ăn uống bắt đầu như những chiến lược tồn tại hơn là tính kiêu căng hay sự ám ảnh về ngoại hình (appearance). Theo nhà xã hội học Becky Thompson, rối loạn ăn uống phát sinh từ sự khác nhau của phụ nữ về tình hình kinh tế xã hội, định hướng và cạnh tranh giới tính. Rối loạn ăn uống và sự cắt đứt các mối quan hệ với người khác thường được hiểu như là sự đáp trả lại các căng thẳng từ cuộc sống bao gồm tình dục, thể chất, tình trạng phân biệt chủng tộc và sự nghèo đói.

### Sinh học
Người mắc bệnh rối loạn ám ảnh cưỡng chế nặng, trầm cảm, ăn ói đều được tìm thấy có mức serotonin thấp một cách bất thường. Các chất dẫn truyền thần kinh như serotonin, dopamin và norepinephrin được tiết ra bởi ruột và hệ thần kinh trung ương trong thời gian tiêu hóa. Các nhà nghiên cứu cũng tìm thấy mức cholecystokinin thấp ở những người mắc chứng ăn ói. Cholecystokinin là một hooc môn có tác dụng gây no và giảm bớt ăn. Hooc môn này ở mức thấp là nguyên nhân cản trở cảm giác thỏa mãn khi ăn và dẫn đến tình trạng ăn quá nhiều. Các nghiên cứu khác tìm thấy nguyên nhân của hành vi ăn quá nhiều là sự bất thường trong những peptide điều biến thần kinh (neuromodulator peptides), neuropeptide Y và peptide YY. Cả hai peptide này gây ra thèm ăn và kết hợp với một peptide khác tên là leptin. Leptin được phóng thích bởi tế bào chất béo và có tác dụng giảm thèm ăn, phần lớn người mắc chứng ăn ói tiết ra một lượng bình thường leptin nhưng có thể chúng bị cản trở bởi bộ phận lọc máu của não (blood-brain barrier) khiến cho số lượng không đủ cần thiết để ức chế sự thèm ăn.
Cortisol một hooc môn được tiết ra bởi vỏ tuyến thượng thận có tác dụng tăng đường huyết và trao đổi chất, mức độ của hooc môn này tương đối cao ở người mắc rối loạn ăn uống. Sự không cân bằng này có thể là nguyên nhân gây ra vấn đề trong hoặc xung quanh vùng hạ đồi (vùng não điều khiển thân nhiệt, đói khát v.v). Một nghiên cứu tại bệnh viện Maudsley thuộc London tìm thấy ở người chán ăn tâm thần lượng serotonin cao (ngược với người mắc bệnh ăn ói) và sự biến đổi lớn ở các bộ phận cảm thụ serotonin. Những hóa chất và những hooc môn này liên quan đến vùng hạ đồi trong não. Tổn thương vùng hạ đồi có thể dẫn đến những bất thường trong việc điều chỉnh nhiệt độ, cách ăn uống, hành vi tình dục và sự nhanh nhẹn. Trong khi các nhà khoa học vẫn đang tiếp tục tìm kiếm xem những hóa chất nào kiểm soát cảm giác đói, sự ngon miệng và quá trình tiêu hóa đã bị mất cân bằng, thì những chuyên gia như Dr. Edward J. Cumella, Giám đốc điều hành của chương trình Điều trị Remuda cho rằng có ba thành phần là nguyên nhân của bệnh:
1. do gien
2. do các yếu tố môi trường riêng biệt, ví dụ như là các kinh nghiệm cá nhân
3. do các yếu tố môi trường chung như là nền văn hóa

Theo Dr. Cumella, "Người người nào đó sinh ra với khuynh hướng bị rối loạn ăn uống và tồn tại những gien di truyền có thể đẩy đến bệnh chán ăn tâm thần hay ăn ói tuy nhiên nó không bảo đảm chắc chắn rằng người đó bị rối loạn ăn uống. Môi trường và kinh nghiệm cuộc sống cá nhân vẫn là cái quyết định".

## Sự khác biệt về giới tính
Thông thường việc ăn kiêng và cố để đạt được như những mẫu hình trên phương tiện truyền thông là độc lập với các hành vi ăn vô độ trước đó của phụ nữ ở mọi lứa tuổi. Ở nam giới, những bình luận tiêu cực về trọng lượng của con trai từ người cha như là một dấu hiệu báo trước cho hành vi ăn vô độ kéo dài ít nhất một tuần.

## Chẩn đoán
Về phương diện lâm sàng rối loạn ăn uống được đánh giá thông qua công cụ có tên gọi là Bảng câu hỏi về Hành vi ăn uống và Các mẫu khối lượng (viết tắt theo tiếng Anh là QEWP - Questionnaire of Eating and Weight Patterns) là cái chuyên dùng để chẩn đoán cho thanh niên và cha mẹ (QEWP-A và QEWP-P, A là viết tắt của từ adolescent có nghĩa là thanh niên còn P là viết tắt của từ parents có nghĩa là cha mẹ). Thêm vào đó để đánh giá chính xác hơn, bảng cũng bao gồm các câu hỏi đo mức độ trầm cảm.

## Điều trị
Càng sớm can thiệp khi bệnh mới bắt đầu thì kết quả càng khả quan. Thời gian bình phục có thể mất hàng tháng hay hàng năm, nhưng phần lớn đều khỏi. Những thay đổi trong hành vi ăn uống có thể là do sự phối hợp nhiều bệnh khác nhau gây ra do vậy bước đầu tiên phải làm là khám sức khoẻ tổng quát. Trong việc chữa trị không chỉ có bác sĩ tâm lý mà còn bao gồm các bác sĩ thuộc chuyên ngành liên quan như dinh dưỡng, đồng thời phải chữa cả bệnh thể lý để đạt hiệu quả cao nhất.
Việc điều trị có thể bao gồm:
- Giúp tạo lại các thói quen ăn uống lành mạnh
- Tác động về mặt tâm lý để giúp người bệnh thay đổi niềm tin và hành vi có hại liên quan tới ăn uống
- Thuốc trị trầm cảm có thể được dùng để làm giảm bớt tâm trạng lo âu

Việc nhập viện có thể cần thiết cho những người bị suy dinh dưỡng trầm trọng, điều thường gặp ở bệnh nhân chán ăn tâm thần. Gia đình và bạn bè của người mắc chứng rối loạn ăn uống có thể thường cảm thấy bối rối và đau khổ do vậy một phần quan trọng trong việc chữa trị là việc hỗ trợ và giáo dục, cũng như tạo sự hiểu biết sâu sắc hơn trong cộng đồng.